# Hjelmeland
Hjelmeland – norweskie miasto i gmina leżąca w regionie Rogaland.
Hjelmeland jest 93. norweską gminą pod względem powierzchni.

## Demografia
Według danych z roku 2005 gminę zamieszkuje 2736 osób. Gęstość zaludnienia wynosi 2,5 os./km². Pod względem zaludnienia Hjelmeland zajmuje 288. miejsce wśród norweskich gmin.
| ludność stan na 1 stycznia 2005 |         |           |       |
|                                 | kobiety | mężczyźni | razem |
| osób                            | 1384    | 1352      | 2736  |
| %                               | 50,58%  | 49,42%    | 100%  |

| wykształcenie stan na 1 października 2004 |        |         |        |        |
|                                           | podst. | średnie | wyższe | niezn. |
| osób                                      | 431    | 1257    | 347    | 97     |
| %                                         | 20,22% | 58,96%  | 16,28% | 4,55%  |

## Edukacja
Według danych z 1 października 2004:
- liczba szkół podstawowych (norw. grunnskolar): 6
- liczba uczniów szkół podstawowych: 394

## Władze gminy
Według danych na rok 2011 administratorem gminy (norw. rådmann) jest Børje Alander, natomiast burmistrzem (norw. ordfører, d. borgermester) jest Bjørn Laugaland.